# Чемпионат мира по конькобежному спорту на отдельных дистанциях 2024
Чемпионат мира по конькобежному спорту на отдельных дистанциях 2024 года прошёл с 15 по 18 февраля на катке Олимпийский овал Калгари, Калгари, Канада. Соревнования проводились на дистанциях 500, 1000, 1500, 5000 метров, в масс-старте, в командной гонке и командном спринте у мужчин и женщин, а также 3000 метров у женщин и 10 000 у мужчин. Было разыграно 16 комплектов медалей. 
Конькобежцы России и Белоруссии не были допущены до участия в соревнованиях в связи с санкциями, наложенными на российский и белорусский спорт после вторжения России на Украина в 2022 году.
Наиболее успешно выступили конькобежцы Нидерландов, они стали лучшими по общему количеству медалей (13) и по количеству золотых (6). Среди спортсменов успешнее всего выступили американец 19-летний американец Джордан Штольц (золото на дистанциях 500, 1000 и 1500 метров), который повторил своё достижение на чемпионате мира 2023 года, и 31-летняя нидерландка Ирен Схаутен (золото на дистанции 3000 метров, в командной гонке и масс-старте).

## Медальный зачёт
| Общее количество медалей | Общее количество медалей | Общее количество медалей | Общее количество медалей | Общее количество медалей | Общее количество медалей |
| Место                    | Страна                   | Золото                   | Серебро                  | Бронза                   | Всего                    |
| ------------------------ | ------------------------ | ------------------------ | ------------------------ | ------------------------ | ------------------------ |
| 1                        | Нидерланды               | 6                        | 3                        | 4                        | 13                       |
| 2                        | США                      | 3                        | 1                        | 1                        | 5                        |
| 3                        | Канада                   | 2                        | 6                        | 2                        | 10                       |
| 4                        | Италия                   | 2                        | 1                        | 0                        | 3                        |
| 5                        | Япония                   | 2                        | 0                        | 1                        | 3                        |
| 6                        | Бельгия                  | 1                        | 0                        | 0                        | 1                        |
| 7                        | Китай                    | 0                        | 3                        | 0                        | 3                        |
| 8                        | Норвегия                 | 0                        | 1                        | 3                        | 4                        |
| 9                        | Республика Корея         | 0                        | 1                        | 0                        | 1                        |
| 10                       | Польша                   | 0                        | 0                        | 2                        | 2                        |
| 10                       | Чехия                    | 0                        | 0                        | 2                        | 2                        |
| 12                       | Швейцария                | 0                        | 0                        | 1                        | 1                        |
| Всего                    | Всего                    | 16                       | 16                       | 16                       | 48                       |

## Призёры

### Мужчины
| Дистанция                    | Золото                                                        | Золото      | Серебро                                                            | Серебро  | Бронза                                                              | Бронза   |
| ---------------------------- | ------------------------------------------------------------- | ----------- | ------------------------------------------------------------------ | -------- | ------------------------------------------------------------------- | -------- |
| 500 м (подробнее)            | Джордан Штольц · США                                          | 33,69 TR    | Лоран Дюбрёй · Канада                                              | 33,95    | Дамиан Журек · Польша                                               | 34,11    |
| 1000 м (подробнее)           | Джордан Штольц · США                                          | 1:06,05     | Нин Чжунянь · Китай                                                | 1:06,53  | Кьелд Нёйс · Нидерланды                                             | 1:06,80  |
| 1500 м (подробнее)           | Джордан Штольц · США                                          | 1:41,44     | Кьелд Нёйс · Нидерланды                                            | 1:42.66  | Педер Конгсхёуг · Норвегия                                          | 1:42.66  |
| 5000 м (подробнее)           | Патрик Руст · Нидерланды                                      | 6.07,28     | Давиде Гьотто · Италия                                             | 6.08,61  | Сандер Эйтрем · Норвегия                                            | 6.09,00  |
| 10 000 м (подробнее)         | Давиде Гьотто · Италия                                        | 12:38.82    | Тед-Ян Блумен · Канада                                             | 12:47.01 | Грэм Фиш · Канада                                                   | 12:48.61 |
| Командная гонка (подробнее)  | Италия · Андреа Джованнини · Давиде Гьотто · Микеле Мальфатти | 3.35,00     | Норвегия · Сандер Эйтрем · Педер Конгсхёуг · Сверре Лунде Педерсен | 3.36,07  | Канада · Коннор Хоу · Антуан Желина-Больё · Хейден Майер            | 3.36,72  |
| Командный спринт (подробнее) | Канада · Лоран Дюбрёй · Антуан Желина-Больё · Андерс Джонсон  | 1.79,173 WR | Нидерланды · Янно Ботман · Еннинг де Бо · Тим Принс                | 1.79,175 | Норвегия · Ховар Лорентсен · Бьёрн Магнуссен · Хенрик Фагерли Рукке | 1.17,31  |
| Масс-старт (подробнее)       | Барт Свингс · Бельгия                                         | 63 очка     | Антуан Желина-Больё · Канада                                       | 40 очков | Ливио Венгер · Швейцария                                            | 20 очков |

### Женщины
| Дистанция                    | Золото                                                     | Золото   | Серебро                                                   | Серебро | Бронза                                                    | Бронза  |
| ---------------------------- | ---------------------------------------------------------- | -------- | --------------------------------------------------------- | ------- | --------------------------------------------------------- | ------- |
| 500 м (подробнее)            | Фемке Кок · Нидерланды                                     | 36,83    | Ким Мин Сун · Республика Корея                            | 37,19   | Кими Гётц · США                                           | 37,21   |
| 1000 м (подробнее)           | Михо Такаги · Япония                                       | 1.12,83  | Хань Мэй · Китай                                          | 1.13,27 | Ютта Лердам · Нидерланды                                  | 1.13,28 |
| 1500 м (подробнее)           | Михо Такаги · Япония                                       | 1:52.29  | Хань Мэй · Китай                                          | 1:52.72 | Йой Бёне · Нидерланды                                     | 1:52.91 |
| 3000 м (подробнее)           | Ирен Схаутен · Нидерланды                                  | 3.57,10  | Изабель Вайдеман · Канада                                 | 3.58,01 | Мартина Сабликова · Чехия                                 | 3.58,33 |
| 5000 м (подробнее)           | Йой Бёне · Нидерланды                                      | 6:47.72  | Ирен Схаутен · Нидерланды                                 | 6:48.98 | Мартина Сабликова · Чехия                                 | 6:51.88 |
| Командная гонка (подробнее)  | Нидерланды · Йой Бёне · Ирен Схаутен · Марейке Груневауд   | 2.51,20  | Канада · Валери Мальте · Ивани Блонден · Изабель Вайдеман | 2.54,03 | Япония · Момока Хорикава · Аяно Сато · Михо Такаги        | 2.54,89 |
| Командный спринт (подробнее) | Канада · Ивани Блонден · Каролина Хиллер · Мэддисон Пирман | 1.25,14  | США · Бриттани Боу · Эрин Джексон · Сара Уоррен           | 1.26,04 | Польша · Каролина Босек · Анджелика Вуйцик · Ига Войтасик | 1.26,63 |
| Масс-старт (подробнее)       | Ирен Схаутен · Нидерланды                                  | 60 очков | Ивани Блонден · Канада                                    | 42 очка | Марейке Груневауд · Нидерланды                            | 21 очко |